# 花岡次郎
花岡 次郎（はなおか じろう、1870年10月10日〈明治3年9月16日〉 - 1923年〈大正12年〉9月23日）は、明治から大正時代にかけての日本の実業家・政治家。実業界では小坂善之助の女婿として小坂家の事業に関係し、長野電灯・信濃毎日新聞社長などに就任。政界では長野県会議員や衆議院議員（当選1回）を歴任。

## 来歴

### 明治期
花岡次郎は、明治3年9月16日（新暦：1870年10月10日）、花岡吉左衛門の長男として、信濃国水内郡東条村（後の長野県上水内郡若槻村、現・長野市）に生まれた。花岡家は村の地主で、次郎が12代目にあたる。
1890年（明治23年）に東京専門学校を卒業し、1898年（明治31年）5月に家を継いだ。翌1899年（明治32年）10月、上水内郡の郡会議員に当選。郡会では初代議長の怪死により2代目の議長を務めた。1903年（明治36年）9月、上水内郡より選ばれ長野県会に初当選。1907年（明治40年）9月の改選では立憲政友会所属で当選し参事会員にも選ばれた。1911年（明治44年）9月の改選でも再選され、引き続き参事会員を務めた。
県会議員在職の傍ら、義父小坂善之助が経営する会社の役員も務めた。まず1898年から翌年にかけて信濃新聞（「信濃毎日新聞」発行元、後の信濃毎日新聞社）と信濃銀行の監査役に相次ぎ就任した。1902年（明治35年）1月、このうち信濃新聞で取締役に転ずるが、翌1903年9月辞任し小坂順造（義弟）と交代した。続いて1905年（明治38年）1月、信濃銀行の取締役に就任する。就任後に社員による資金私消が発覚すると、頭取の善之助が病に倒れていたことからその処理を任されたが、同年11月善之助らとともに退陣した。
義父善之助の病気療養に伴い、花岡は善之助が創業した電力会社長野電灯の取締役会長職を譲られた。就任は1906年（明治39年）1月16日付である。翌1907年9月に一旦取締役を辞任したが、4か月後の1908年（明治41年）1月に復帰し、引き続き会長を務めている。1898年に開業した長野電灯は、1900年代に入ってもまだ長野市内とその周辺に配電する程度の事業規模であったが、1910年代に入ると佐久地域へ進出するなど事業を拡大していった。なお長野電灯での役職名は1912年版の役員録では会長ではなく「社長」となっている。

### 大正期
1915年（大正4年）9月の長野市会議員選挙で再選され、同年10月には県会議長（第15代）に指名された。4年後、1919年（大正8年）9月の改選では立候補せず、翌1920年（大正9年）5月10日実施の第14回衆議院議員総選挙に出馬することとなった。選挙区は長野県第3区（上水内郡）、政党は立憲政友会からで、長野県下では政友会が苦戦した選挙であったが花岡は当選し衆議院議員となった。衆議院では1920年7月の第43回帝国議会で予算委員を務めている。
実業界では1913年（大正2年）10月、長野市内のガス会社長野瓦斯で取締役に就任。次いで1916年（大正5年）1月信濃毎日新聞の取締役に復帰した。同社では小坂善之助の引退に伴い1911年より小坂順造が社長を務めてきたが、1918年（大正7年）10月になって順造が山本達雄農商務大臣の秘書課長となったことから、花岡が順造に代わって社長に就任している。また1919年1月、信濃銀行の取締役にも復帰した。電力業界では、鈴木三郎助（味の素創業者）が主導する千曲川開発と塩素酸カリウム製造を目的とする東信電気の起業に参画、1917年（大正6年）8月の会社設立とともに取締役に就いた。
1922年（大正11年）、長野電灯社長として外遊する。同年7月、順造が農商務省勅任参事官辞任で実業界に復帰したため信濃毎日新聞社長職を順造に譲った。翌1923年（大正12年）1月、信濃銀行取締役も順造と交代し退いた。
1923年9月23日、衆議院議員在職のまま死去した。52歳没。死去時まで長野電灯取締役社長のほか長野瓦斯・信濃毎日新聞・東信電気各社の取締役にも在任中であった。これらのうち長野電灯社長職は小坂順造が引き継いでいる。

## 家族・親族
花岡家は源頼隆（若槻頼隆）の末裔を称する旧家で、次郎がその12代目にあたる。父は花岡吉左衛門といい、明治初期に区長・副区長を務めた人物である。弟に四郎（1878年生）・馨（1882年生）・六郎（1885年生）がいる。
四郎の妻・としは小田切家宗家「西糀屋」小田切辰之助の三女である。
馨は郷里の上水内郡若槻村に残り、村会議員や村長を務めた。
六郎は1911年に越寿三郎（製糸家・信濃電気社長）の長女芳江と結婚し越家に養子入りした。
妻は小坂善之助の長女ちか。従って善之助の事業を継いだ小坂順造・武雄兄弟は義弟にあたる。妻の妹たちの夫には深井英五（日本銀行総裁）・関根善作（三菱銀行副頭取）・津野田是重（陸軍少将）らがいる。
実子は女子のみ。そのため花岡家は次女れい（1900年生）と結婚し婿養子となった花岡俊夫が継いだ。俊夫は坂本半三郎の次男で1893年3月生まれ。実家坂本家は上高井郡井上村（現・須坂市）の地主である。1917年に慶應義塾大学部理財科を卒業し王子製紙へ入社していたが、義父次郎の死去に伴い帰郷。長野電灯常務取締役を務めて社長小坂順造を補佐した。なお次郎の長女ふみ（1897年生）は内務官僚・外交官の木村惇に嫁いでいる。